# Strażnica KOP „Cyckowicze”
Strażnica KOP „Cyckowicze” – zasadnicza jednostka organizacyjna Korpusu Ochrony Pogranicza pełniąca służbę ochronną na granicy polsko-sowieckiej.

## Formowanie i zmiany organizacyjne
W 1924, w składzie 2 Brygady Ochrony Pogranicza, został sformowany 9 batalion graniczny. W 1928 w skład batalionu wchodziło 13 strażnic. 80 strażnica KOP „Cyckowicze” w latach 1928 – 1939 znajdowała się w strukturze 3 kompanii KOP „Smolicze”  batalionu KOP „Kleck” z pułku KOP „Snów”. Strażnica liczyła około 18 żołnierzy i rozmieszczona była przy linii granicznej z zadaniem bezpośredniej ochrony granicy państwowej.
W 1932 obsada strażnicy zakwaterowana była w budynku popolicyjnym. Strażnicę z macierzystą kompanią łączyła droga polna długości 5,5 km.

## Służba graniczna

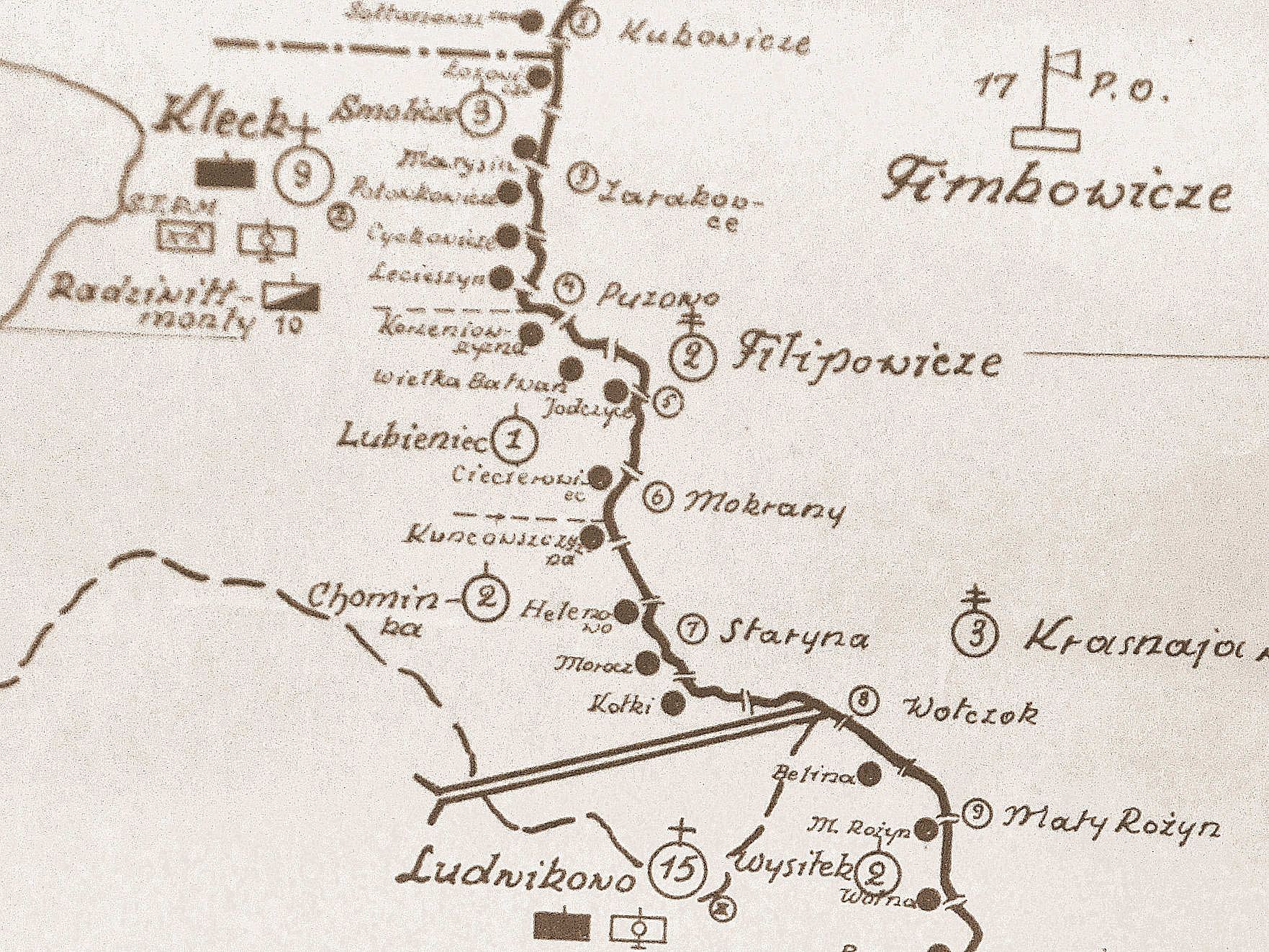
Rozmieszczenie batalionu KOP „Kleck” w 1931

Podstawową jednostką taktyczną Korpusu Ochrony Pogranicza przeznaczoną do pełnienia służby ochronnej był batalion graniczny. Odcinek batalionu dzielił się na pododcinki kompanii, a te z kolei na pododcinki strażnic, które były „zasadniczymi jednostkami pełniącymi służbę ochronną”, w sile półplutonu. Służba ochronna pełniona była systemem zmiennym, polegającym na stałym patrolowaniu strefy nadgranicznej, wystawianiu posterunków alarmowych, obserwacyjnych i kontrolnych stałych, patrolowaniu i organizowaniu zasadzek w miejscach rozpoznanych jako niebezpieczne, kontrolowaniu dokumentów i zatrzymywaniu osób podejrzanych, a także utrzymywaniu ścisłej łączności między oddziałami i władzami administracyjnymi. Strażnice KOP stanowiły pierwszy rzut ugrupowania kordonowego Korpusu Ochrony Pogranicza.
Strażnica KOP „Cyckowicze” w 1932 ochraniała pododcinek granicy państwowej szerokości 2 kilometrów 504 metrów od słupa granicznego nr 886 do 889, a w 1938 pododcinek szerokości 4 kilometrów 800 metrów od słupa granicznego nr 886 do 895.
Sąsiednie strażnice:
- 79 strażnica KOP „Połowkowicze” ⇔ 80a strażnica KOP „Lecieszyn” - 1928[2], 1929[3], 1931[4] , 1932[5], 1934[6]
- strażnica KOP „Połowkowicze” ⇔ strażnica KOP „Korzeniowszczyzna” - 1938[7]